# Franska Indokina
Franska Indokina (franska Indo-Chine française)  var en del av Franska kolonialimperiet mellan åren 1887 och 1954. Det bestod av Cochinkina, Annam, Tonkin, Kambodja och Laos sammanslagna till ett generalguvernement. Sedan 1900 lydde under generalguvernören även det 1898 från Kina förpaktade området Kouang-Tchéou-Wan. Huvudstad var Hanoi. Dessa områden motsvarar dagens Vietnam, Laos och Kambodja.

## Förvaltning
Förvaltningen leddes enligt dekret från den 17 oktober 1887 (ändrat 3 juli 1897 och 18 oktober 1902) av en generalguvernör, som hade sitt officiella residens i Saigon och under vilken sorterade en viceguvernör (lieutenant gouverneur) i Franska Cochinkina samt överresidenter
(résidents supérieurs) i Annam, Tonkin, Kambodja och Laos. Han hade en ganska vidsträckt myndighet, föreslog de högre ämbetsmän, som utnämndes av kolonialministern, och utnämnde själv lägre tjänstemän, förfogade över de stridskrafter, som var förlagda i kolonin, men vilkas befäl tillkom de militäre cheferna (under en divisionsgeneral), uppgjord budgeten för kolonin, vilken godkändes av republikens president, och utanordnar utgifterna. Han biträdes av ett conseil supérieur (26 högre ämbetsmän), som voterade budgeten och gav råd. För rättskipningen fanns en appellationsdomstol med två avdelningar i Saigon och en i Hanoi, 16 domstolar av första instans samt brottmålsdomstolar analoga med de franska cours d’assises.

## Försvar
Krigsstyrkan bestod (1907) av 14 309 man europeiska trupper och 18 427 man inhemska, fördelade på 68 kompanier infanteri, 8 batterier samt tre kompanier ingenjörtrupper. I Saigon var en escadre de l’Extrême-Orient förlagd, bestående av ett pansarslagskepp, tre pansarkryssare, tre pansrade kryssare, fyra torpedförstörare, en pansarkanonbåt, 12 torpedbåtar, fyra undervattensbåtar samt omkring ett tiotal kanonbåtar och andra mindre stridsdugliga fartyg, med sammanlagt omkring 4 500 man.

## Finanser
Området hade en egen valuta, den franska Indokinapiastern.
Budgeten, som fick sina lokala inkomster från tullar, monopol, indirekta skatter, post, telegraf och järnvägar, omfattade 1907 31 298 000
piaster i inkomster och utgifter (utom koloniernas enskilda budgeter); dock krävde de militära utgifterna ett tillskott från Frankrike, vilket samma år var 15,6 miljoner francs för Cochinkina och 29,6 miljoner för Annam och Tonkin. Sedan 1887 var de fem kolonierna förenade genom en tullunion med varandra och med Frankrike, gynnande export till detta land.

## Näringsliv
1895 utgjorde värdet av export och import inalles 212,9 miljoner francs, 1905 åter 423,3 miljoner därav import 254,6 (från Frankrike och andra dess kolonier 111,9) och export 168,7 miljoner francs (till Frankrike och dess kolonier 32,7 miljoner), därav ris för 71,2, bomull, garn och vävnader för 15,3, tenn för 13,8, fisk för 11,8, peppar för 5,3, stenkol för 4,5, hudar och skinn för 4 miljoner francs. 1905 inlöpte i hamnarna 1 708 fartyg på 1,39 miljoner ton och utgick 1 440 på l,38 miljoner ton. 1906 var 1 143 km järnvägar trafikerade. Telegraflinjerna hade 1905
en längd av 13 589 km., med omkr. 300 stationer, och telefonlinjerna 263 km, fördelade på 8 stads- och 4 interurbana nät. Indokinas bank hade ett aktiekapital på 24 miljoner francs.

## Vetenskap
Vetenskapliga anstalter var den 1901 inrättade École française de l’Extrême-Orient, som utgav en  bulletin, en école de médecine (båda i Hanoi), bakteriologiska institutet, meteorologiska byrån m. fl. Sedan 1902 fanns i Phủ Liễn (Tonkin) ett meteorologiskt och magnetiskt centralobservatorium.

## Historia
1787 sökte en förjagad vietnamesisk furste, Gia Long, Frankrikes hjälp och förband sig att därefter avträda halvön och hamnstaden Tourane samt ön Pulo Condor utanför Mekongs delta, varjämte fransmännen erhöll handelsfrihet och rätt att sända missionärer till landet.
I slutet av 1850-talet tog sig Napoleon III anledning att hjälpa de spanska och franska missionärerna i landet, och en fransk-spansk flotta erövrade 1858 Tourane och 1859 Saigon. 1802 avslöts ett fördrag i Saigon, vari Annam avstod till Frankrike den väster om Mekong belägna delen av Cochinkina eller nedre Kambodja samt betalade 20 miljoner francs i krigskostnader. Följande år fick Frankrike på diplomatisk väg protektoratet över Kambodja. 1867 avstod Annam även den del av Cochinkina, som låg öster om Mekong. Tanken på att bringa även den norra delen av Annam, det av Song Ca genomflutna Tonkin, under franskt välde väcktes av franska resande och förverkligades 1884 efter blodiga strider i Tonkin med vietnamesiska och kinesiska rövarband, tillhörande "den svarta flaggan".
Kina, som redan 1874 protesterat mot fransmännens tillvägagående i Annam, hade först hemligen, därpå öppet hjälpt detta land och invecklades därigenom 1884 i Fransk-kinesiska kriget, som avslutades 1885. Genom ett fördrag med Siam 1893 kom Laosområdet till Frankrike. 

### Avkolonisering
År 1940 framställde Thailand territoriella krav på Franska Indokina vilket ledde till öppen konflikt. Thailands trupper överskred i december 1940 gränsen och i mars 1941 tvingades fransmännen att godtaga de thailändska kraven, som innebar en väsentlig minskning av kolonins territorium. Franska Indokina, som förblev Vichyregeringen troget, erhöll från 1 januari 1941 en långtgående autonomi. I juli 1941 krävde Japan av kolonialregeringen flott- och flygbaser som skydd mot ett befarat engelsk-amerikanskt hot mot området. Vichyregeringen ingick då ett militärt förbund med Japan om gemensamt försvar av Franska Indokina, varvid Japan fick de önskade baserna, däribland Saigon. Mars 1945 övertog japanerna med våld hela makten och upprättade Annam som ett fristående kejsardöme. En nationaliströrelse med kommunistiskt inslag framträdde i Annam, som oktober samma år utropades till republiken Vietnam. 
Efter kriget försökte Frankrike åter kontrollera området men hamnade i konflikt med den tidigare antijapanska motståndsrörelsen Vietminh. Strider pågick till 1954 (se Indokinakriget) då Vietminh besegrade fransmännen i slaget vid Dien Bien Phu. Vietnam delades temporärt i Nordvietnam och Sydvietnam i väntan på ett val om landets framtid (som dock aldrig kom att hållas på grund av motstånd från USA och Sydvietnam). Detta kom man överens om i Genèvekonferensen samma år. Frankrike lämnade området och de sista styrkorna lämnade 1956, samma år som de tilltänkta valen skulle hållas.

### Fotnoter
1. ↑  ”French Union of Indo-China” (på engelska). World Statesmen. http://www.worldstatesmen.org/Vietnam.html#French-Indochina. Läst 24 februari 2017.